# SparkyLinux
SparkyLinux je desktop operativni sistem, zasnovan na Debian operativnom sistemu. Spreman projekat nudi upotrebu operativnog sistema sa skupom prilagođenih desktopova, koje možete izabrati.

## Istorija
Projekat je započet u Oktobru 2011. godine, na Ubuntu remiks sa Enlightenment, podrazumevanim desktop-om, čiji je naziv e17r (Ubuntu Enlightenment17 Remix). Nakon nekoliko meseci testiranja, osnovni sistem je pormenjen na Debian i preimenovano u SparkyLinux. Prva verzija je izašla 5. maja 2012. godine.

## Karakteristike
SparkyLinux je zasnovan na „stabilnom” i „testirajućem” Debian-u i koristi rolling-release-cycle(samo osnovno testiranje). To uključuje kolekciju alata i skripti za pomoć korisnicima za jednostavnu administraciju sistema. Podrazumevano radno okruženje je LXDE, ali korisnici mogu preuzeti i instalirati druge verzije Sparky-a sa drugim podrazumevanim radnim okruženjima, kao što su:
- Budgie(u fazi razvoja);
- Enlightenment;
- JWM
- Openbox
- KDE
- LXQt
- MATE
- Xfce

SparkyLinux nudi specijalno izdanje „GameOver”, namenjeno igračima. Sadrži veliki skup besplatnih i open source igara i potrebnih alata. Još jedno posebo live izdanje SparkyLinux Rescue sistema pruža veliki broj aplikacija za oporavak oštećenog operativnog sistema. Sparky izdanja:
- KDE
- LXDE
- LXQt
- MATE
- Xfce
- GameOver

nude se sa kolekcijom aplikacija za svakodnevnu upotrebu, velikom kolekcijom dodatnih WiFi drajvera i multimedijalnih kodek-a i dodacima. SparkyLinux 4.3 sadrži izdanja „MinimalGUI” i „MinimalCLI”(preimenovano u „Base Openbox” i „CLI”), korisnicima omogućava proširenu Sparky instalaciju jednu od 20 radnih okruženja po sopstvenom izboru. Sparky iso imiđž sadrži nekoliko vlasničkih paketa, Sparky APTus mali alat pod nazivom Non-Free Remover, koji lako može obrisati contrib i non-free pakete iz sistema.

## Minimalni sistemski zahtevi
SparkyLinux je dizajniran kako za stare tako i za nove računare, kao i za ugradne računare poput Raspberry Pi. Sparki se može instalirati 32-bitne i 64-bitne računare sa BIOS-om i UEFI pločama.
Minimalni zahtevi za instalaciju:
- Centralna Procesorksa Jedinica(CPU)
  - i686 (32bit) ili amd64 (64bit) Pentium 4, ili AMD Athlon
- Ram Memorija
  - 128 MB — CLI Edition
  - 256 MB — LXDE, LXQt, Openbox
  - 512 MB — Xfce
- SWAP particija:
  - 512 MB ili veći
- Hard Drive ili USB Flash Drive:
  - 2 GB (CLI izdanje)
  - 10 GB („Home” izdanje)
  - 20 GB (GameOver/Multimedia)